# Coby Bell
Coby Scott Bell (Orange County, 11 maggio 1975) è un attore statunitense.
È noto per i ruoli di Tyrone Davis Jr. in Squadra emergenza, Jason Pitts in The Game e Jesse Porter in Burn Notice - Duro a morire.

## Biografia
Nato ad Orange County, in California, Bell è figlio dell'attore di Broadway Michel Bell. Prima di seguire le orme paterne ed iniziare la carriera attoriale ha frequentato la San Jose State University, dove si è laureato con lode. È sposato con Aviss Pinkney-Bell. La coppia ha quattro figli, due coppie di gemelli: le sorelle Serrae e Jaena, ed il fratello e sorella Eli e Quinn.
Oltre al suo lavoro d'attore, è anche musicista e compositore in una band di musica reggae. È inoltre un mentore per ragazzi disagiati presso la Big Brothers of America. Ha supportato la candidatura di Barack Obama a presidente degli Stati Uniti d'America alle elezioni del 2008.

### Carriera
Le sue prime partecipazioni sono state in ruoli minori all'interno di show televisivi come The Parent 'Hood, Buffy l'ammazzavampiri, E.R. - Medici in prima linea ed Un genio in famiglia, prima di ottenere il ruolo ricorrente di Patrick Owen nel medical drama L.A. Doctors. Nel 1999 ha ottenuto il ruolo di Tyrone "Ty" Davis Jr., poliziotto del NYPD, tra i protagonisti della serie televisiva della NBC Squadra emergenza; Bell è l'unico attore ad essere rimasto nel cast fisso per tutte le sei stagioni della serie. Durante questi anni ha preso parte anche ad altri progetti correlati di Squadra emergenza, come Safe ed una versione speciale del game show Weakest Link.
Pochi mesi dopo la chiusura di Squadra emergenza, nel 2005 Bell ha ottenuto un ruolo ricorrente nella sitcom della UPN Half & Half; il suo personaggio, Glen Stallworth, nonostante sia comparso soltanto in tre episodi, è poi divenuto lo stesso molto importante per le vicende della quarta ed ultima stagione dello show. L'anno successivo ha coprodotto ed interpretato il film indipendente Drifting Elegant; la pellicola ha segnato il suo debutto come produttore. Lo stesso anno è apparso come guest star nella sitcom Girlfriends, interpretando il personaggio del giocatore di football Jason Pitts nell'episodio La partita (The Game); questo fece da backdoor pilot per lo spin-off omonimo The Game, in cui Bell ha ripreso il ruolo di Pitts, partecipando al cast principale di questa nuova serie della CW per le prime tre stagioni. Nel giugno del 2010 è entrato nel cast fisso della serie di USA Network Burn Notice - Duro a morire, in cui ha interpretato la spia Jesse Porter sino alla conclusione dello show.

## Filmografia

### Cinema
- Dream Street, regia di Lonette McKee (2005)
- Drifting Elegant, regia di Amy Glazer (2006)
- Showdown at Area 51, regia di C. Roma (2007)
- Ball Don't Lie, regia di Brin Hill (2008)
- Flowers and Weeds, regia di Tanc Sade – cortometraggio (2008)

### Televisione
- The Parent 'Hood – serie TV, episodio 4x06 (1997)
- Buffy l'ammazzavampiri (Buffy the Vampire Slayer) – serie TV, episodio 2x05 (1997)
- E.R. - Medici in prima linea (ER) – serie TV, episodio 4x05 (1997)
- Un genio in famiglia (Smart Guy) – serie TV, episodi 2x09-2x16 (1997-1998)
- L.A. Doctors – serie TV, 13 episodi (1998-1999)
- A.T.F., regia di Dean Parisot – film TV (1999)
- Squadra emergenza (Third Watch) – serie TV, 130 episodi (1999-2005)
- Half & Half – serie TV, episodi 4x05-4x08-4x09 (2005)
- Girlfriends – serie TV, episodio 6x18 (2006)
- The Game – serie TV (2006-2015)
- CSI: Miami – serie TV, episodio 5x23 (2007)
- Archer – serie TV, episodio 1x03 (2010)
- Burn Notice - Duro a morire (Burn Notice) – serie TV, 67 episodi (2010-2013)
- The Gifted – serie TV (2017)
- Walker – serie TV (2021-2024)

## Doppiatori italiani
Nelle versioni in italiano delle opere in cui ha recitato, Coby Bell è stato doppiato da:
- Riccardo Rossi in Squadra emergenza
- Fabrizio Pucci in CSI: Miami
- Francesco Prando in Burn Notice - Duro a morire
- Alberto Angrisano in Hand of God
- Massimo Bitossi in The Gifted
- Andrea Lavagnino in Walker